# Phaffans
Phaffans település Franciaországban, Territoire de Belfort megyében. Lakosainak száma 429 fő (2022. január 1.). Phaffans Menoncourt, Bessoncourt, Denney, Eguenigue, Fontaine, Frais, Lacollonge és Roppe községekkel határos.

## Népesség
A település népességének változása:
| Lakosok száma | 395  | 442  | 464  | 451  | 445  | 439  | 435  | 433  | 429  |
|               | 2013 | 2015 | 2016 | 2017 | 2018 | 2019 | 2020 | 2021 | 2022 |